# Where Flamingos Fly
Where Flamingos Fly ist ein Jazz-Album von Gil Evans, das 1971 aufgenommen und erst zehn Jahre später 1981 bei Artists House veröffentlicht wurde. Es zeigt Rockjazz und brasilianische Einflüsse und entstand an einem Wendepunkt im musikalischen Schaffen von Evans.

## Entstehungsgeschichte
Vermittelt durch Albert Grossman nahm Evans im Herbst 1971 ein Album für Capitol Records auf. Das Album wurde produziert von John Simon, einem Mitglied aus Grossmans losem Kreis aus Profis der Musikindustrie, die in Woodstock lebten und auch Aufnahmen von The Band produzierte.  Evans kannte die Arbeit von Morton Subotnik und anderer Komponisten elektronischer Musik; er setzte hier zum ersten Mal Synthesizer ein, nachdem er von Robert Moog einen der ersten Minimoogs erhalten hatte. Er war daran interessiert, die Möglichkeiten der durch elektronische Instrumente erzeugten Klangfarben zu erforschen und in seine Arrangements aufzunehmen. Daher hatte er auch an sein E-Piano, das er bereits seit 1968 spielte, Ringmodulatoren angeschlossen. Evans spielte auf dem Album aber nicht selbst Synthesizer, sondern überließ dies Spezialisten von der Westküste, Don Preston und dessen Freund Phil Davis; letzterer war bereit, auch ohne Gage mit Evans zusammenzuarbeiten (und ihn unter dieser Bedingung auch auf eine Europa-Tournee begleitete).
Die Platte gehört zu einer Reihe von Aufnahmen, die Evans mit dem (später so genannten) Monday Night Orchestra eingespielt hat. Nachdem sich die Veröffentlichung bei Capitol zerschlug, wurden die Aufnahmesitzungen Anfang der 1980er Jahre bei unterschiedlichen Labels veröffentlicht. Das neu gegründete Label Artists House ging nur kurze Zeit nach der Veröffentlichung, im September 1982, pleite.

## Die Musik des Albums
In zwei sich überschneidenden Besetzungen spielt die Band sechs Stücke, von denen einige noch lange zu Gil Evans’ Standardrepertoire gehören sollten. Die Hauptsolisten sind Billy Harper (ts) und Howard Johnson (bs, tuba).
Der Titel des ersten Stücks Zee-Zee von Gil Evans, bezieht sich auf baskische Rhythmen, die sehr schnell getanzt werden, genannt Zort-ziko.
Nanã ist ein Titel aus Brasilien, für den Gil ein neues Arrangement geschrieben hatte. Airto und Flora Purim wirken an diesem Stück im Overdubbing Verfahren mit, da er das Stück schon vor ihrer Begegnung (er hörte sie mit Edu Lobo auf einer Dinner-Party singen und beschloss sie einzufügen) fertig hatte. Es enthält Solos von Trevor Koehler und Howard Johnson.
Love Your Love ist ein Feature für den Tenorsaxofonisten Harper, der es auch schrieb, mit einem leicht „old-fashioned Touch“ im Geiste der Musik von Duke Ellington. Die Band kam angeblich mit dem Stück Harpers so schwer zurecht, dass Gil Evans es stark kürzen musste.
Jelly Rolls von Gil Evans geschrieben in der Zeit, als er 1963 mit Miles Davis an der Suite The Time of the Barracudas arbeitete. In der Ausgabe für Artists House (1981) war als Titel dieser Komposition fälschlicherweise Hotel Me angegeben.
Das Titelstück Where Flamingos Fly stammt von John Benson Brooks, ein Sänger, Komponist und Freund von Gil Evans, er hatte es bereits mit Helen Merrill 1956 sowie auf seinem Out of the Cool Album von 1960 verarbeitet.
Der 1989 bei A&M Records erschienenen CD ist das Stück El Matador zugefügt.

## Die Titel des Albums
1. Zee-Zee (Gil Evans) – 10.58
2. Nanã (Moacir Santos, Mário Telles, Yanna Coti) – 4.42
3. Love Your Love (Billy Harper) – 2.13
4. Jelly Rolls (Gil Evans) – 5.32
5. Where Flamingos Fly (John Benson Brooks, Eltha Peala, Harold Courlander) – 5.12
6. El Matador (Kenny Dorham) – 17.30